# Bothkamp
Bothkamp là một đô thị thuộc huyện Plön, trong bang Schleswig-Holstein, nước Đức. Đô thị Bothkamp có diện tích 13,8 km², dân số thời điểm 31 tháng 12 năm 2006 là 302 người.